# Amplificador d'àudio

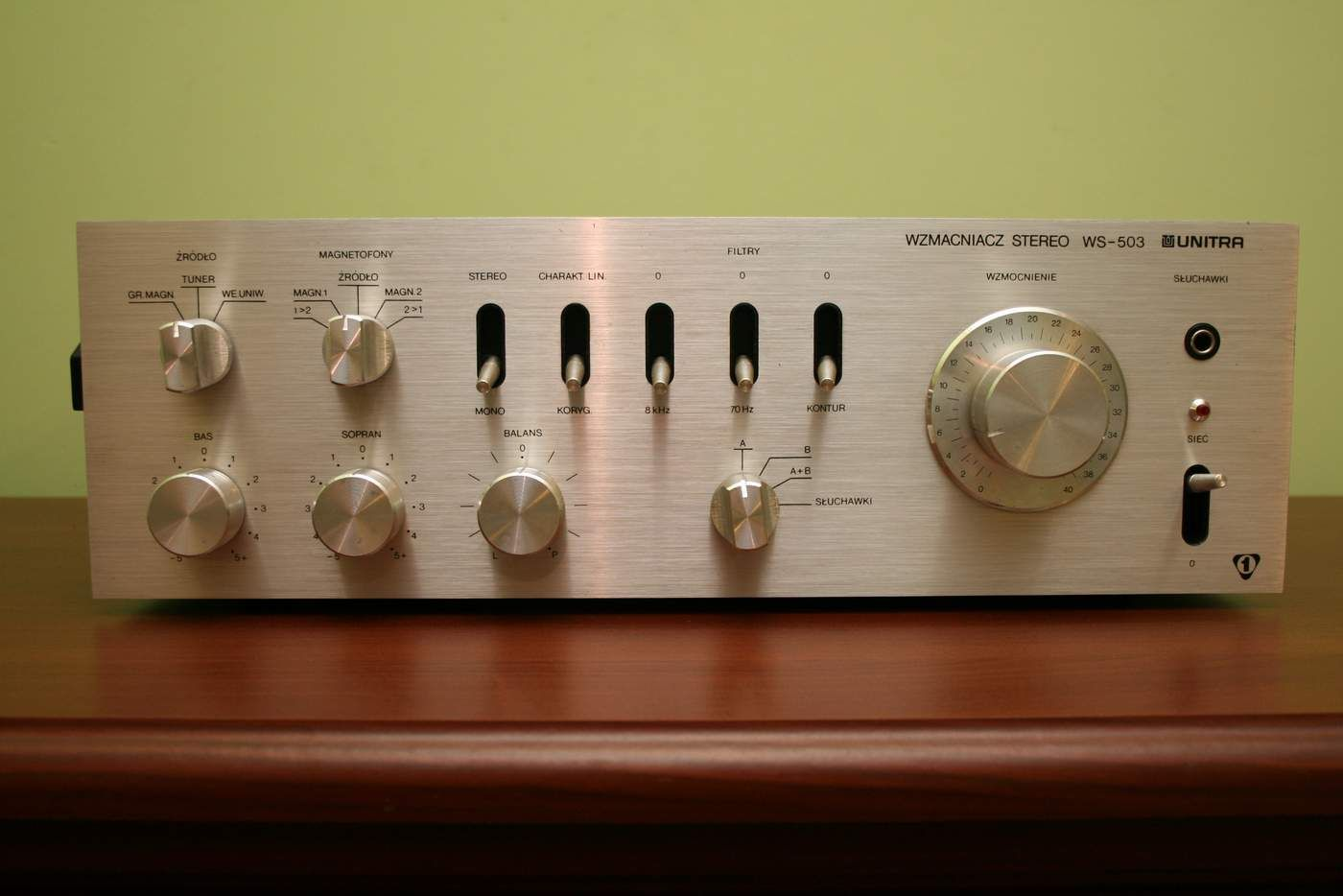
Amplificador d'àudio estereo fabricat per Unitra

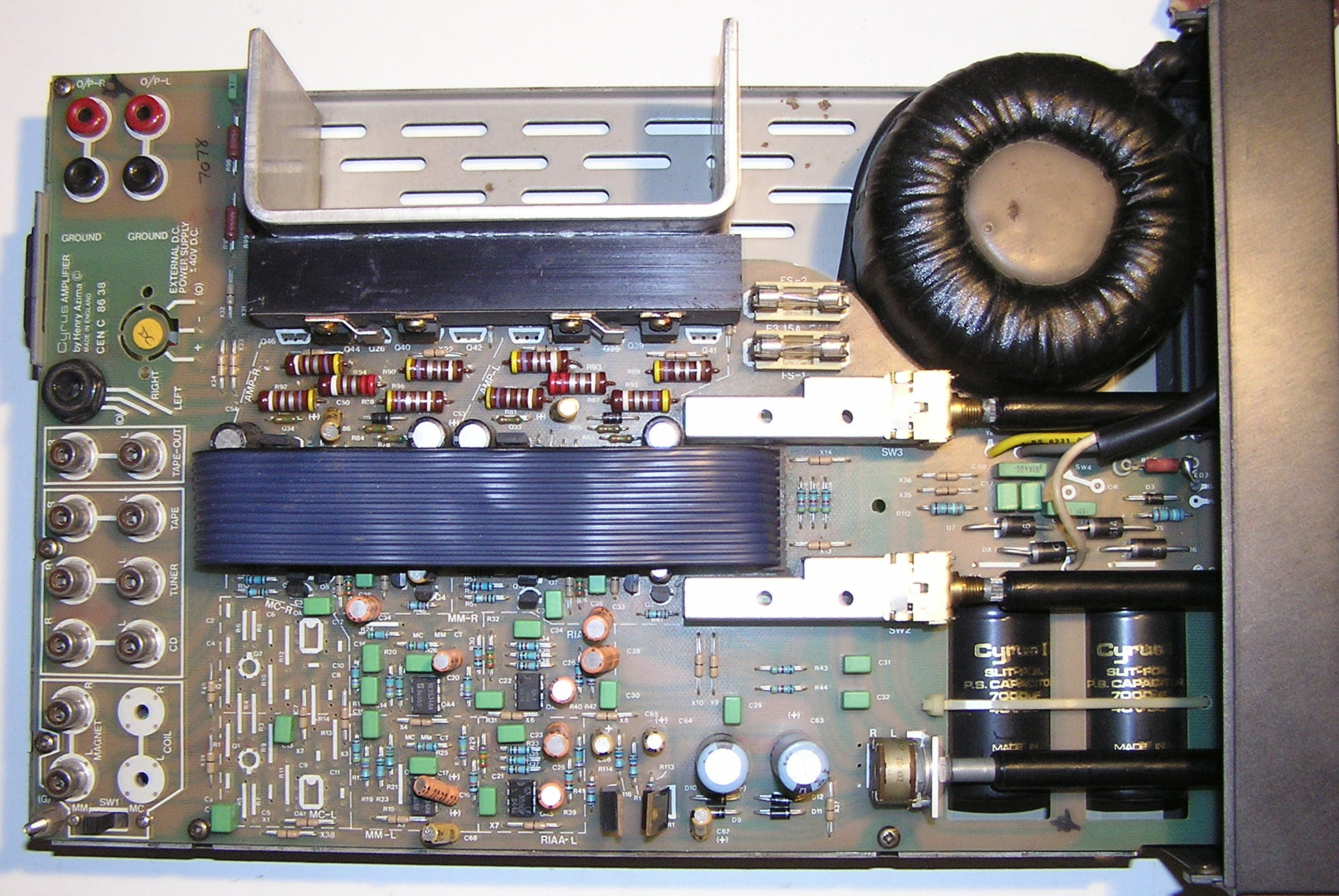
Interior del Mission Cyrus 1 Hi Fi amplificador d'àudio integrat (1984)

Un amplificador d'àudio és un amplificador electrònic que amplifica els senyals d'àudio electrònics de baixa potència, com ara el senyal d'un receptor de ràdio o una pastilla de guitarra elèctrica, a un nivell prou alt per arribar a altaveus o auriculars. Els amplificadors de potència d'àudio es troben en tota mena de sistemes de so, inclosos els de reforç de so, els sistemes de megafonia i d'àudio per a la llar, i els amplificadors d'instruments musicals, com els amplificadors de guitarra. És l'etapa electrònica final en una reproducció d'àudio típica abans d'enviar el senyal als altaveus.
Les etapes precedents en una cadena d'aquest tipus són els amplificadors d'àudio de baixa potència que fan tasques com la preamplificació del senyal (això està particularment associat amb senyals de tocadiscs, senyals de micròfon i senyals d'instruments elèctrics de pastilles, com ara la guitarra elèctrica i el baix elèctric), equalització (per exemple, ajust de greus i aguts), controls de to, barreja de diferents senyals d'entrada o afegiment d'efectes electrònics com la reverberació. Les entrades també poden ser qualsevol nombre de fonts d'àudio com tocadiscos, reproductors de CD, reproductors d'àudio digital i reproductors de cassets. La majoria dels amplificadors de potència d'àudio requereixen aquestes entrades de baix nivell, que són de nivell de línia.
Mentre que el senyal d'entrada a un amplificador de potència d'àudio, com el senyal d'una guitarra elèctrica, pot mesurar només uns pocs centenars de microwatts, la seva sortida pot ser d'uns pocs watts per a petits dispositius electrònics de consum, com ràdio rellotges, desenes o centenars de watts per a un sistema estèreo domèstic, diversos milers de watts per al sistema de so d'un club nocturn o desenes de milers de watts per a un gran sistema de reforç de so d'un concert de rock. Tot i que els amplificadors de potència estan disponibles en unitats independents, generalment dirigits al mercat d'audiòfils d'alta fidelitat (un nínxol de mercat) d'entusiastes de l'àudio i professionals de sistemes de reforç de so, la majoria dels productes electrònics de consum d'àudio, com a ràdio rellotges, estèreo portàtils i televisors, tenen amplificadors de potència relativament petits integrats en el producte.

## Història

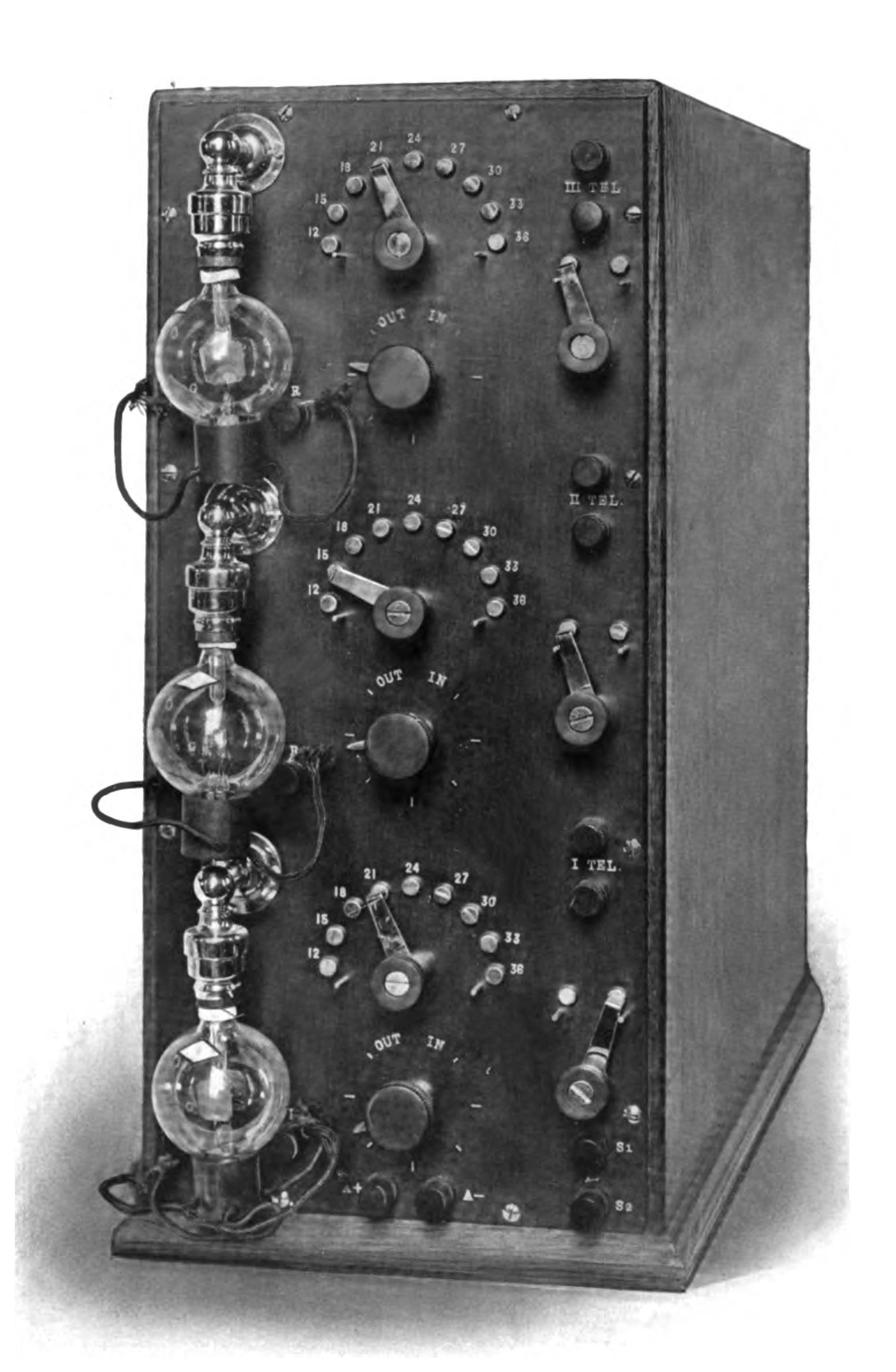
Prototip d'amplificador d'àudio de De Forest de 1914

L'amplificador d'àudio va ser inventat cap al 1912 per Lee de Forest, gràcies a la seva invenció del primer component elèctric amplificador pràctic, el tríode tub de buit (o «vàlvula» en anglès) en 1907. El tríode era un dispositiu de tres terminals amb una reixeta de control que pot modular el flux d'electrons del filament a la placa. L'amplificador de buit tríode es va utilitzar per fer la primera Ràdio AM. Els primers amplificadors de potència d'àudio es basaven en tubs de buit i alguns assolien una qualitat d'àudio notablement alta (per exemple, l'Amplificador Williamson de 1947-9).
Els amplificadors de potència d'àudio basats en transistors es van fer pràctics amb l'àmplia disponibilitat de transistors barats a finals de la dècada de 1960. Des de la dècada de 1970, la majoria dels amplificadors d'àudio moderns es basen en transistors d'estat sòlid, especialment el transistor d'unió bipolar (BJT) i el transistor d'efecte de camp de metall-òxid-semiconductor (MOSFET). Els amplificadors basats en transistors són més lleugers, més fiables i requereixen menys manteniment que els amplificadors de tub.
El MOSFET, inventat per Mohamed Atalla i Dawon Kahng en els Laboratoris Bell en 1959, va ser adaptat en un MOSFET de potència per a àudio per Jun-ichi Nishizawa a la Universitat de Tohoku en 1974. Els MOSFET de potència van ser fabricats aviat per Yamaha per als seus amplificadors d'àudio d'alta fidelitat. JVC, Pioneer Corporation, Sony i Toshiba també van començar a fabricar amplificadors amb MOSFET de potència el 1974. En 1977, Hitachi va introduir el LDMOS (lateral diffused MOS), un tipus de MOSFET de potència. Hitachi va ser l'únic fabricant de LDMOS entre 1977 i 1983, temps durant el qual el LDMOS es va utilitzar en amplificadors de potència d'àudio de fabricants com HH Electronics (sèrie V) i Ashly Audio, i es van utilitzar per a sistemes de música i megafonies. Els amplificadors de classe D van tenir èxit a mitjan dècada de 1980, quan es va disposar de MOSFET de baix cost i ràpida commutació. Molts amplificadors de transistors fan servir dispositius MOSFET a les seves seccions de potència, perquè la seva corba de distorsió és més similar a la dels tubs.
A la dècada de 2010, encara hi ha entusiastes de l'àudio, músics (en particular músics que toquen la guitarra elèctrica, baix elèctric, òrgan Hammond i Fender Rhodes, piano elèctric, entre d'altres), enginyers d'àudio i productors musicals que prefereixen els amplificadors a vàlvules, i el que es percep com un so a vàlvules més «càlid».

## Paràmetres de disseny

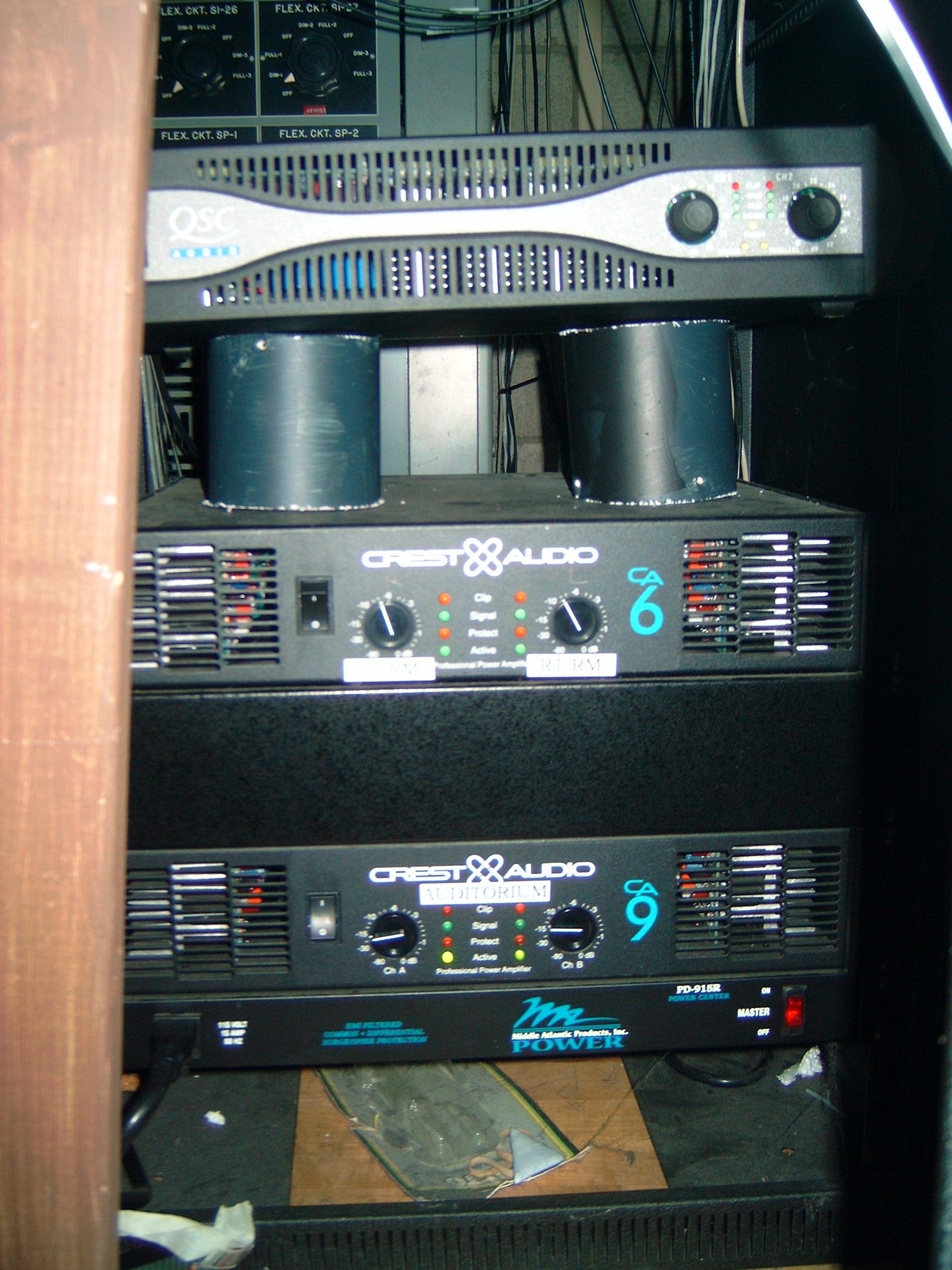
Tres amplificadors de potència d'àudio muntats en rack utilitzats en un sistema de reforç de so.

Els paràmetres clau de disseny dels amplificadors de potència d'àudio són la resposta en freqüència, el guany, el soroll i la distorsió. Aquests són interdependents; l'augment del guany sovint condueix a augments indesitjables en el soroll i la distorsió. Encara que la retroalimentació negativa redueix el guany, també redueix la distorsió. La majoria dels amplificadors d'àudio són amplificadors lineals que operen a classe AB.
Fins a la dècada de 1970, la majoria dels amplificadors utilitzaven vàlvules de buit. Durant la dècada dels setanta, els amplificadors a vàlvules van ser substituïts cada vegada més per amplificadors basats en transistors, que eren més lleugers, més fiables i requerien menys manteniment. No obstant això, els preamplificadors de vàlvules es continuen venent a nínxols de mercat, com els aficionats a l'alta fidelitat domèstica, els enginyers de so i els productors musicals (que fan servir preamplificadors de vàlvules en els enregistraments d'estudi per «escalfar» els senyals dels micròfons) i els guitarristes elèctrics, els baixistes elèctrics i els intèrprets d'òrgans Hammond, dels quals una minoria continua usant preamplificadors de vàlvules, etapes de potència de vàlvules i unitats d'efectes de vàlvules. Mentre que els entusiastes de l'alta fidelitat i els enginyers d'àudio que fan so en directe o monitoren pistes a l'estudi solen buscar amplificadors amb la menor distorsió, els instrumentistes elèctrics de gèneres com el blues, la música rock i la música heavy metal, entre d'altres, empren amplificadors a vàlvules perquè els agrada la sobremarxa natural que produeixen els amplificadors a vàlvules quan se'ls exigeix molt.

## Etapes de sortida de potència

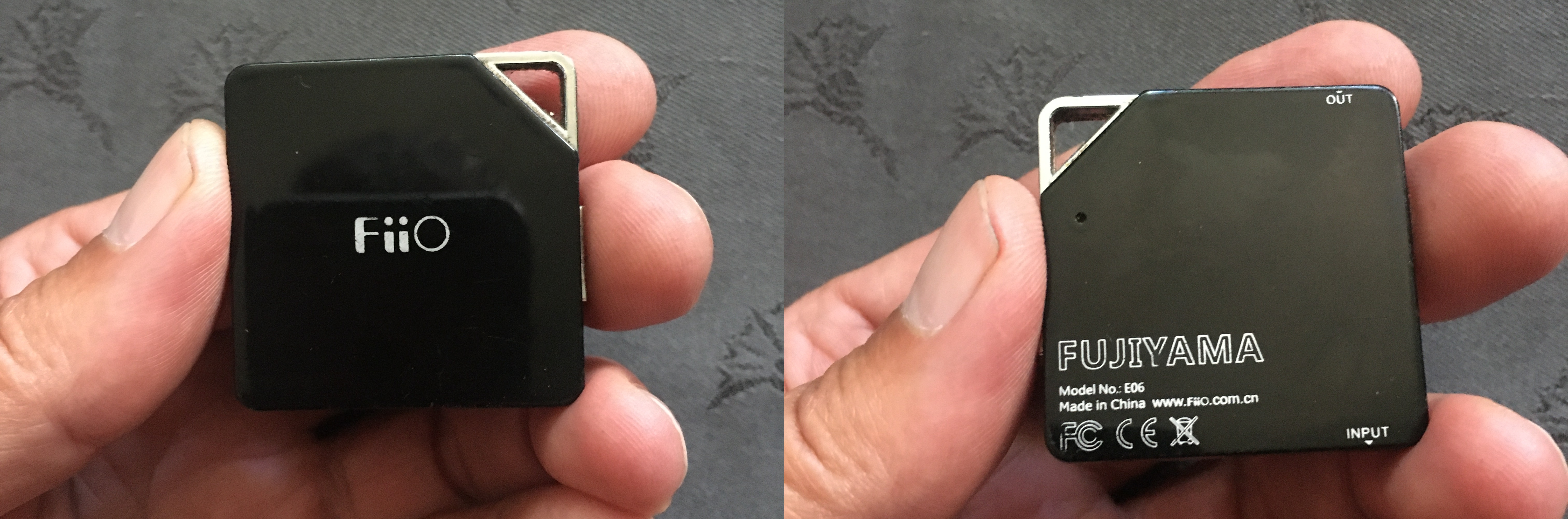
Un micro amplificador d'àudio per augmentar la sortida de fonts de nivell de línia a auriculars o altaveus petits. Longitud de la vora 4 cm, pes 16 g,potència de sortida aprox. 0,1 W en una càrrega de 32 ohms.

L'etapa final d'amplificació, després dels preamplificadors, és l'etapa de sortida, on les exigències més altes es posen als transistors o tubs. Per aquest motiu, les eleccions de disseny fetes al voltant del dispositiu de sortida (per a etapes de sortida d'un sol extrem, com ara en els amplificadors triode d'un sol extrem) o els dispositius (per a la sortida d'etapes push-pull), com ara la classe de funcionament dels dispositius de sortida sovint es pren com la descripció de tot l'amplificador de potència. Per exemple, un amplificador de classe B probablement tindrà només els dispositius de sortida d'alta potència tallats durant la meitat de cada cicle, mentre que els altres dispositius (com l'amplificador diferencial, l'amplificador de tensió i, possiblement, fins i tot els transistors del controlador) funcionen en la classe A. En una etapa de sortida sense transformador, els dispositius estan essencialment en sèrie amb la font d'alimentació i la càrrega de sortida (com ara un altaveu), possiblement mitjançant algun condensador gran i/o resistències petites.

## Més desenvolupaments
Durant alguns anys després de la introducció dels amplificadors d'estat sòlid, el so percebut no va tenir l'excel·lent qualitat d'àudio dels millors amplificadors de vàlvules (vegeu amplificador d'àudio de vàlvules). Això va fer que els audiòfils creguessin que el «so del tub» o so de vàlvula tenia una qualitat intrínseca a causa de la mateixa tecnologia del tub de buit. El 1970, Matti Otala va publicar un article sobre l'origen d'una forma de distorsió no observada anteriorment: la distorsió d'intermodulació transitòria (TIM), més tard també anomenada distorsió induïda (SID) per altres. Es va trobar que la distorsió TIM es produïa durant augments molt ràpids de la tensió de sortida de l'amplificador.
El TIM no va aparèixer a les mesures de to sinusoïdal en estat estacionari, cosa que va ajudar a ocultar-lo dels enginyers de disseny abans de 1970. Els problemes amb la distorsió del TIM provenen de la reducció de la resposta de freqüència de bucle obert dels amplificadors d'estat sòlid. Altres treballs d'Otala i altres autors van trobar la solució per a la distorsió TIM, incloent-hi l'augment de la slew rate, la disminució de l'amplada de banda de la freqüència del preamplificador i la inserció d'un circuit de compensació de retard a l'etapa d'entrada de l'amplificador. En els amplificadors moderns d'alta qualitat, la resposta de bucle obert és d'almenys 20 kHz, cancel·lant la distorsió TIM.
El següent pas en el disseny avançat va ser el Teorema de Baxandall, creat per Peter Baxandall a Anglaterra. Aquest teorema va introduir el concepte de comparar la relació entre la distorsió d'entrada i la distorsió de sortida d'un amplificador. Aquesta nova idea va ajudar els enginyers de disseny d'àudio a avaluar millor els processos de distorsió dins d'un amplificador.